# Klaus Köhler-Achenbach
Klaus Köhler-Achenbach (* 4. September 1912 in Frankfurt am Main; † 1988 in Düsseldorf) war ein deutscher Maler und Zeichner.

## Leben
Klaus (auch Claus) Köhler-Achenbach, ein Urenkel des Andreas Achenbach, studierte in Berlin an der Kunstgewerbeschule, aus welcher die Vereinigten Staatsschulen (VS) hervorgingen, unter Max Kaus und Hans Orlowski und an der Preußischen Akademie der Künste bei Renée Sintenis. Während des Studiums in Berlin freundete er sich mit dem angehenden Arzt und Bildhauer Wolfgang Stock an. In Berlin-Friedenau machte sich Köhler-Achenbach alsdann als freischaffender Maler und Gebrauchsgrafiker selbstständig.
Nach dem Zweiten Weltkrieg wurde er 1945, fast zeitgleich mit Werner Heuser, als Professor an die Kunstakademie Düsseldorf berufen, wo er in den 1960er Jahren mit Joseph Beuys Workshops gab.
Sein ehemaliger Schüler Ihsan Ece an der Kunstakademie mit Abschluss im Jahr 1978 sagte über ihn „Seine Stärke war Zeichnung und Aktzeichnen. Ich habe von Ihm einiges gelernt. […] Wir hatten uns gerne gehabt. Ich bin in seine[r] Klasse Meister Schüler geworden.“

## Werke (Auswahl)
- Hafen von Monaco, Öl auf Leinwand[4]
- Verwischt, Öl auf Leinwand

## Ausstellung (Auswahl)
- 1977: Licht-Reflexion, Kunstmuseum Düsseldorf